# Jordskælvet i Japan 2024
Jordskælvet i Japan 2024 skete kl. 16.10, lokal tid 1. januar 2024 i primært Ishikawa-præfekturet på den japanske vestkyst. Andre ramte områder var Niigata, Toyama og Yamagata-præfekturene.
Skælvet havde sit epicenter ved Noto-halvøen (en) i Ishikawa-præfekturet. Faktisk bestod skælvet af 155 skælv, hvoraf det største havde en styrke på 7,6. Et par dage efter skælvet var meldingen, at 62 var døde og 300 sårede, hvilket forventedes at stige yderligere, hvilket det også gjorde, idet meldingen senere blev opjusteret til 73. Regn i området besværliggør redningsaktionen, da det forårsager mudderskred. Flere end 31.000 personer er evakueret.
I forbindelse med jordskælvet mistede ca. 32.500 husstande i Ishikawa strømmen. Der blev også udstedt et tsunamivarsel omkring Noto-halvøen med bølger på op til fem meters højde. Som konsekvens af jordskælvet udstedte sydkoreanske myndighader et tsunamivarsel for østkysten, mens en del af den russiske ø Sakhalin blev evakueret.